# オットー・カリウス
オットー・カリウス（Otto Carius, 1922年5月27日 - 2015年1月24日）は、第二次世界大戦中のドイツ国防軍の軍人。最終階級は中尉。
戦車長として150両以上の敵戦車を撃破したカリウスは、最も優れた戦車兵の一人としてドイツ連邦軍に認められ戦後西ドイツ軍機甲師団用の教本を執筆した（ティーガー戦車隊の底本）。

## 経歴
当時バイエルン州の飛び地にあった町ツヴァイブリュッケン（現在はラインラント＝プファルツ州内）に生まれる。ギムナジウムを卒業した頃に第二次世界大戦が勃発し、カリウスは1940年5月25日に第104歩兵補充大隊（ポーゼン）に志願入隊した。訓練を終えると彼は第21装甲連隊へ配属され、1941年のバルバロッサ作戦では38(t)戦車に搭乗し初の戦闘を経験した。1942年10月1日に少尉に昇進、1943年には戦車長として第502重戦車大隊へ転属する。この部隊はティーガーIを装備し、レニングラードの正面からエストニアといった激戦区に投入された。
1944年7月22日、「マリナーファの戦い」でアルベルト・ケルシャー曹長と共に2両のティーガーIで、IS-2を10両、及びT-34/85を7両撃破した。
カリウスは1944年7月24日偵察中に重傷を負い、3日後の7月27日に535人目の柏葉付騎士鉄十字勲章受章者となる。
負傷から回復すると、1945年初頭に第512重戦車駆逐大隊のヤークトティーガー中隊の指揮官となる。ヴァルター・シェルフ大尉を長とし、第1中隊長にアルバート・エルンスト中尉が、第2中隊長にカリウスが任命された。部隊は訓練を完了しないまま1945年3月8日に西部戦線へ投入される。ライン川防衛戦に参加するものの、戦果はほとんどなく1945年4月15日にアメリカ軍に降伏した。
戦後、1952年に薬剤師の免許を所得。搭乗したティーガー戦車に因んで1956年に「ティーガー・アポテーケ（Tiger-Apotheke、虎薬局）」（ラインラント＝プファルツ州ペッタースハイム）という薬局を開業した。

## 戦歴

### 戦車部隊への志願
1940年春、18歳のオットー・カリウスは第104補充歩兵大隊に入隊した。小柄な彼にとって歩兵の勤務は人一倍苛酷であった。50kmの行軍演習では機関銃を担いで行軍し、カリウスの足の裏に小さな卵ぐらいのマメができるのは日常茶飯事であった。ポーゼンでの歩兵基礎訓練後、彼は戦車部隊へ志願し受理された。彼はファイヒンゲンの第7戦車補充連隊に移動、装填手として新兵教育をうけた。同年11月、第21戦車連隊に配属。乗車はチェコ製の38(t)戦車であった。

### 独ソ戦
1941年6月21日、ドイツは対ソ戦を開始した。カリウスの東部戦線での戦いの始まりであった。カルヴァラーヤ南方で国境を越え、オリータで支援戦闘を行った。さらにニーメン川での強行渡河を支援した。7月初めまでに先鋒部隊と合流し、昼夜兼行で前進した。カリウス自身も操縦席に座り、何時間も行軍した。目標はデューナ川であった。ミンスクの北部で戦闘に参加。進撃のペースは極めて速く、歩兵部隊の追従を待たなかった。7月8日、カリウスの搭乗する戦車は45mm対戦車砲から射撃され、被弾した。前部装甲板が貫通され、通信手は左腕を失った。カリウスの顔面にも破片が当たり歯を砕かれた。7月11日から8月4日にかけ、部隊はヴィテブスク、スモレンスクおよび周辺地域で、包囲されたソ連軍の殲滅戦に参加した。
1941年8月4日から1942年2月1日まで、カリウスは士官候補生課程に参加するも結果は点数に満たず資格は得られなかった。カリウスらは古巣の連隊へ再び移動し、カリウスは一個小隊の隊長となった。
1942年3月から6月までカリウスはグシャツクの冬季陣地周辺、およびウャージマ東方でソ連軍と交戦した。ソ連軍が後退するとビエーロイ東方の攻撃に参加し、カリウスは手薄な陣地（対戦車砲1門とわずかな歩兵）を防衛する任に就いた。食事中の隙を突いて攻撃してきたソ連軍に慌てたカリウスは、操縦席に飛び込み後退を開始、小隊の戦車もこれに倣って後続した。カリウスが数百メートル走ってから思いなおして現場へ戻ると、塹壕に留まった歩兵は敵の攻撃を撃退していた。たった1門で攻撃を撃退した対戦車砲の砲長はカリウスを叱責し、この事件を苦い教訓としてカリウスは忘れることがなかった。この事件の後、カリウスは少尉に昇進し、数週間、連隊本部中隊の工兵小隊長を命じられた。この部隊での任務は地雷除去であった。カリウスは古巣の第1中隊に復帰し、ベリヤエワの突破戦を成功させた。ソ連軍は対戦車銃を大量に装備しており、装甲の薄い戦車にとって決して楽な戦闘ではなかった。

### 第502重戦車大隊

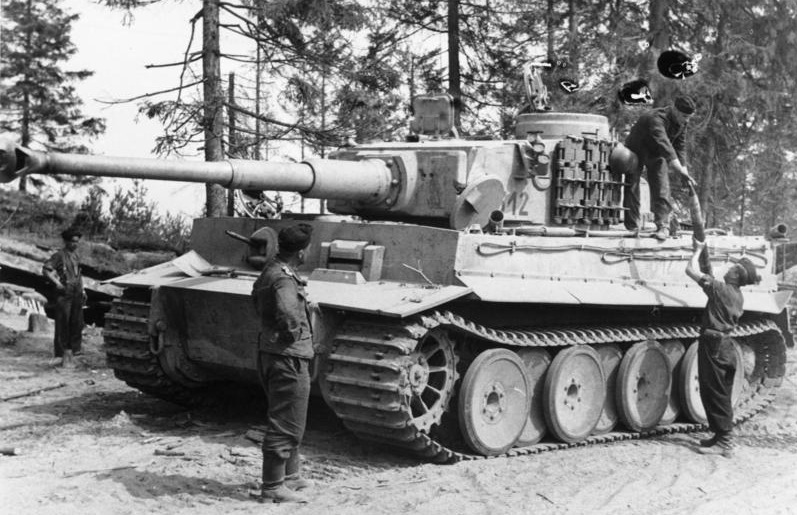
ラドガ湖に展開した第502重戦車大隊のティーガー戦車（1943年6月21日）

1943年1月、カリウスは第500補充大隊へ異動した。この補充大隊は新鋭ティーガー戦車の搭乗員を練成する部隊であった。訓練終了後、カリウスは第502重戦車大隊第2中隊へ配属された。1943年7月22日、第2中隊は東部戦線へ投入された。カリウスの率いる小隊はラドガ湖周辺の戦闘に出撃。9月末まで地域における主導権を争い、ソ連軍と戦闘を続けた。この戦いは消耗戦となり、両軍とも勝利は得られなかった。やがてラドガ湖の広い範囲で戦線は膠着し、カリウスの部隊には攻撃命令が発令された。ネーヴェリ周辺にソ連軍が侵攻、ヴェリキーエからヴィテブスク間の街道の交通を確保する必要があった。この時期、中隊長が異動となり、フォン・シラーが副官から新たに中隊長となった。ネーヴェリ周辺は湿地帯であったがソ連軍はこれを突破し侵攻した。
11月4日、街道の確保にあたったカリウスは街道を前進してくるソ連戦車隊12輌と遭遇、間の悪いことにカリウスの戦車は右の履帯を修理中であった。全員が戦車に飛び乗り、60mの至近距離から最初の車輌を砲撃してこれを撃破した。カリウスと搭乗員にとって幸いなことにソ連軍戦車隊はこの修理中のティーガーを放棄車輌と判断していたため、攻撃されるとは予測していなかった。この一撃で敵戦車隊はパニックを起こし、10輌の戦車が撃破された。11月7日、さらに街道を攻撃してきた敵戦車の5輌中3輌を撃破。敵戦車隊はソ連軍から見て右手の丘に設置された88mm高射砲ばかりを警戒していたため、カリウスの戦車と僚車に気付かなかった。残余は高射砲が破壊した。同日夕刻、周辺の村を攻撃。戦車4輌と20mm4連装対空機銃3台の支援のもとに夜襲を行った。ティーガーはソ連対戦車砲3門を撃破。ドイツ軍はこののち戦線を整理し後退した。
11月10日、カリウスはプガーチィナで反撃、浸透してくるソ連軍を叩いた。この途中、放棄された88mm高射砲を2門見つけてこれを爆破処分した。野砲によりティーガーが1輌破損した。ティーガーが移動中、前を横切った騎馬兵の馬が、エンジン音に驚いて暴れ出し、カリウスの戦車がこれを轢いてしまい、馬には止めを刺さねばならなかった。翌日からしばらく馬肉が食事に供された。ソ連歩兵が4輌の戦車と共に攻撃を仕掛けてきて、カリウスは4輌とも撃破した。11月25日、歩兵の支援を行う。この戦闘でヨハンマイヤー大隊長が狙撃され重傷を負った。12月2日、ゴールシカ周辺の高地一帯を攻撃。ソ連軍は正確な迫撃砲火で迎撃した。ティーガーは橋梁が渡れず、カリウスは工兵指揮官の大尉に補強を要請するも拒否された。砲火の続く中、さらに大尉は自説を曲げず頑強に補強を拒否したため、ティーガーは工兵大尉の目前で深々と泥沼にはまり込んだ。カリウスは額を負傷、工兵大尉はカリウスに詫びた上で夜間に橋を補強した。翌早朝、ティーガーは地雷原を通過し攻撃に出るも、敵の対戦車銃と対戦車砲の砲撃に阻止された。夕刻、カリウスのティーガーはラジエーターが破損し、後退した。
12月12日から14日、ティーガー中隊はローヴェツにて陽動作戦を行なった。街道を何度も往復し、大部隊がいるよう見せかけた。12月16日、ソ連軍が攻撃に打って出てきて、カリウスらのティーガー中隊は敵戦車多数を破壊し、ソ連歩兵の進撃を阻止した。さらにクラーマー伍長も戦車砲で敵機を撃墜した。襲来ルートに沿って戦車砲を向け、カリウスの指示によりクラーマーが発砲し、2発目が敵機の翼を直撃し撃墜した。こののち、カリウスのティーガーはロケット弾1発を被弾するも無傷であった。ネーヴェリでは戦線を維持することが困難になり、部隊は後退した。カリウス達は街道を後退する歩兵と砲兵を援護し、これ以後、街道を塞ごうとする敵を排除し続けた。

### ナルヴァの戦い
エストニアのナルヴァ河の陣地に到着したカリウスらは夕刻頃ソ連軍前哨部隊と接触し、敵部隊は損害を受けて後退した。夜間になり敵戦車部隊との遭遇し、ツヴェティの車輛は50mの近距離で敵戦車を撃破、しかし戦況確認のため照明弾を打ち上げたところ、中隊長フォン・シラーの搭乗するティーガーのすぐ右に敵戦車を発見する。シラーの戦車は至近から砲撃を受けたが、反撃によりこれを撃破した。ツヴェティはさらに3輌を撃破した。混乱は著しく、後退中の師団司令部さえ迂回突破したソ連軍に包囲されるも、これをティーガーで撃退した。さらにオポーリエ付近でカリウス以下4輌のティーガーが味方部隊の後退を支援するも、夜に入ってソ連軍が街道を前進し、後退中のドイツ軍軽歩兵大隊が戦闘に巻き込まれて大損害を負った。攻撃を撃退するもさらに2輌のティーガーが破損し、カリウスはこれを牽引して後退した。このとき全車輌の機関室上には重傷者が満載されていたが、ティーガーのエンジンからの排気ガスを吸い込んだことが原因で一酸化炭素中毒を発症、3名が死亡した。4輌は渋滞を極めたヴォーロソヴォからさらに北へ大回りして西へ突破、ソ連軍の追撃を逃れ、最終的に自軍対戦車砲から味方撃ちまで受けたものの、後退に成功し、ナルヴァに橋頭保を築き戦線を維持した。
1944年2月16日までの間、ティーガー戦車隊はナルヴァ橋頭堡を防衛。第11SS師団ノルトラントと協同してソ連軍の攻撃を排除した。2月16日から24日までリーギィ村地区の戦闘に参加。ナルヴァ河の凍結を利用して前進するソ連軍を阻止した。ソ連軍は夜間に十数回の渡河を決行したが全て排除した。ここでの戦闘には歩兵との緊密な連携が重要であった。カリウスと歩兵は簡単な手信号で意思を疎通し、精密砲撃と歩兵の占領とを円滑に行った。2月28日、ナルヴァ河に築かれたレンビツ周辺の防衛にあたる。一帯は湿地帯で、東西に走る鉄道土手に沿って北側に3軒の家屋があり、これにドイツ歩兵は拠って戦っていた。その北側周辺に拠点として「高地69.9」（69.9 Höhe）、「擲弾兵の丘」（Grenadierhöhe）、連隊本部の置かれた「孤児院の丘」（Kinderheimhöhe）があり、さらに北側にナルヴァ軍集団の生命線とも言える重要な街道があった。カリウスの担当した戦区では鉄道土手南側は既にソ連軍の手に落ちており、対戦車砲を引き込んで強化されていたため、カリウスはこれの排除にあたった。この時期は寒気が厳しく周辺の湿地帯は硬く凍っており、陽気で土がぬかるんだ場合には水浸しとなったためドイツ側は塹壕を構築しなかった。しかし、ソ連歩兵は超人的努力によって塹壕を構築していた。
3月15日、カリウスの指揮する2輌のティーガーが故障した。3月16日、入れ替わりに派遣された3輌が次々に故障し、カリウス達は前線に戻された。わずか24時間の休暇であった。3月17日、夜明け少し前にソ連軍が攻勢に出る。30分以上の戦区全体を覆う猛砲撃ののちに、戦車と歩兵戦力が前進した。この時点で最前線のドイツ軍将兵は撃破され、カリウスが到着した時には味方歩兵は戦意を失って逃走中であった。一方のソ連軍は連隊規模の兵力を突破させ、先行した6輌のT-34は「孤児院の丘」に到達しようとしており、5輌のT-34が鉄道土手を越えて街道へ向かっていた。カリウスとケルシャーの2輌のティーガーは、まず鉄道土手の上に配置された5門の対戦車砲を撃破した。カリウスの戦車は対戦車砲との射撃戦で走行装置に数発被弾したものの損傷は軽微であった。撃ち合いのさなか、カリウスは僚車のケルシャーの後方から接近する敵戦車を発見した。T-34は30mの近距離まで接近するも、ケルシャーはこれを撃破、残る5輌も撃破された。カリウスとケルシャーは適切な射撃位置を素早く占め、街道を前進する敵戦車は撃破掃討された。しかし鉄道土手に沿う3軒の家屋（前日の空爆により土台のみとなっていた）は放棄され、うち2軒をソ連軍が占拠した。午後には30分の準備砲撃の後、ソ連軍は歩兵とともに5輌のT-34と1輌のKV-1を投入、カリウスのティーガーはこれを撃破した。カリウスの上官フォン・シラー中隊長はこの時点でようやく来援に応じ、さらに砲兵へ砲撃支援を要請した。砲兵はソ連軍の攻撃準備拠点を粉砕した。ただしシラーの戦車が戦場に現れることはなかった。さらに1時間後、3輌のT-34と一個大隊の戦力が投入されたが、カリウスのティーガーはこれも撃破した。夜になり、混乱の続く最前線の状況を知らせるためにカリウスは「孤児院の丘」の連隊本部へ向かい、連隊長であるハーゼ大佐に直接状況を報告した。全戦区へのソ連軍の陽動攻撃により連隊本部は忙殺されており、カリウスの戦区では歩兵部隊が戦車と協同で拠点を保持していると思いこんでいたため、戦車2輌だけで踏みとどまっていることを把握できていなかった。カリウス達は午後10時に補給を受け、払暁にわずかな歩兵と共に家屋2軒の再占拠を試みた。家屋1軒の占拠には成功したが、もう1軒にはソ連軍により8門の対戦車砲・歩兵砲が配備されていたため難航した。T-34を2輌撃破し砲は全損させたが、歩兵の被害が大きかったため後退した。
3月18日の正午過ぎ、ソ連軍は15分の準備砲撃に続き中隊規模の歩兵で攻勢に出た。ティーガーはT-34を1輌と、T-60を1輌破壊して撃退した。3月19日昼頃、ソ連軍は攻勢をかけた。この戦いでT-34を6輌、T-60を1輌、76.2 mm野砲を撃破した。さらに3時間後、連隊長であるハーゼ大佐自ら大隊を率いて反撃、長靴と呼ばれる33.9地点の陣地を奪回した。このとき2輌のT-34を撃破。3月20日払暁、ソ連軍は中隊規模の兵力でレンビツを襲撃。正午、夜間と攻撃は続き、ティーガーで応戦した。3月21日未明、カリウス達は戦車2輌と45mm対戦車砲を撃破したが家屋を占拠された。2時間後にカリウスのティーガーが歩兵10名と共に反撃し、家屋に配備された76.2mm野砲を2門撃破し再占拠するも、家屋は取って取られたりを繰り返した。午後には2輌の戦車を破壊した。カリウスの戦車部隊にも被害が出て、損傷戦車を牽引中に迫撃弾が命中し、通信手一名が重傷を負った。3月22日、ソ連軍は33.9地点に攻撃をかけたが、反撃により戦車2輌を失った。ソ連軍は戦車38輌と17門の野砲が破壊され、歩兵部隊に多大な損害を負った。ここに至ってソ連軍は陸上からの攻撃を諦め、海上からの攻撃を試みたが、フェルトヘレンハレ師団の対戦車砲により撃退された。3月末、カリウスの戦車と隊員はジラーメへ後退した。全車にオーバーホール、および疲労困憊した搭乗員に休暇が必要だった。
整備が完了したティーガー中隊は、ヒアツィント・シュトラハヴィッツ大佐の指揮による掃討作戦に参加した。3月26日から3月29日の間に行われた第一次シュトラハヴィッツ作戦は、湿地帯を通る農道を戦車戦力で打通し、ナルヴァ河周辺のソ連軍を排除する作戦である。カリウス達は9門の野砲を撃破した。第二次シュトラハヴィッツ作戦は4月6日から4月7日に行われ、戦車隊が攻勢に出るも前進は阻止され後退した。ただしソ連軍師団司令部の攻撃に成功し、ナルヴァ河に沿って浸透してきたソ連軍戦力に打撃を与えた。4月19日、第三次シュトラハヴィッツ作戦が開始された。フォン・シラーがティーガー中隊の指揮を執ったものの、攻撃開始後に地雷を踏んで先頭車輌が立ち往生し、湿地帯のために他のルートを取れず、攻撃は頓挫した。最終的にシュトラハヴィッツ大佐は、有効な対策を打てないシラーから指揮権を取りあげ、カリウスにこれを渡した。カリウスは戦車をどかせ（下士官兵の間で前線に出ないシラーへの反目が深く、暗黙の抵抗の意があった）、第一線は越えたが対戦車壕に阻まれ攻撃に失敗した。4月20日、対戦車壕を工兵が埋め、放棄された敵戦車を爆破した。しかし、続いてのネーベルヴェルファーによる射撃が味方歩兵の待機場所に着弾し、このことで決定的に戦意がくじかれ攻撃は再び頓挫した。この攻撃中、カリウスのティーガーはキューポラに被弾し綺麗に吹き飛ばされたが、たまたまその時カリウスはタバコに火をつけており、首を持っていかれずに済んだ。さらに自走砲からの砲弾を受けてカリウスのティーガーは撃破され、乗員は脱出した。4月22日、作戦はティーガーと歩兵部隊に損害を出して終了した。
4月末、部隊はプレスカウへ移動した。カリウスの部隊は、ソ連軍に奪取されたユーデンナーゼ高地への攻撃を行ったものの、指揮官同士の打ち合わせの時間を与えられないまま投入されたことから歩兵と戦車の連繋を欠いて失敗した。また高地の頂上は敵自走砲、野砲の射線下に置かれており、長時間そこを占拠することは難しかった。ティーガー中隊は次々に損傷車輛を出し、放棄して後退した。翌日の攻撃では歩兵、砲兵との打ち合わせのもと、塹壕にこもる対戦車砲を撃破し、歩兵が旧陣地を取り戻して辺り一帯の制高を回復した。こののち、カリウスらはデューナブルクへ移動した。

### ラトビア戦線
7月11日、ティーガー中隊はカラシノ付近の歩兵支援で、敵戦車1輌を撃破した。7月13日、ティーガー中隊は第380擲弾兵連隊に配備され防御戦闘を行った。7月15日、高地を攻撃。カリウス以下ティーガー中隊は8時に攻撃を下令されるも、歩兵部隊との打ちあわせの結果10時に攻撃を開始。地形について段取りを決めてから攻撃を開始したことにより、連繋によって歩兵は容易に陣地を奪回した。またケルシャーが戦車砲2門を撃破、高地を制圧した。しかし後続の突撃砲部隊が適切な位置まで前進、支援を与えなかったためティーガーは後退した。
7月19日、ソ連軍はデューナブルク北東に対し戦車兵力を結集、攻撃を開始した。侵入したソ連軍を押し戻して戦線を復元するためにティーガーが投入された。デューナブルクへ移動する最中で、後退する輜重部隊と出会う。街道はパニックを起こした部隊であふれていた。カリウスはキューベルワーゲンで偵察に出かけ、途上、戦車を目撃した下士官の案内でマリナーファ村に敵戦車が集結しているのを確認した。カリウスは自ら偵察した敵情を元に中隊の戦車長と作戦を打ち合わせ出撃した。カリウスとケルシャーのティーガーが村に突入して奇襲、ニーンステット少尉は6輌を率いて待機。カリウスはマリナーファ村入口に2輌の戦車を発見、これを無視して突入し、村の真ん中を走り抜けた。150 m離れて突撃したケルシャーはこの2輌を粉砕した。村にいたT-34の7輌とIS-2が10輌撃破された。たやすく撃破できた理由は、カリウスはソ連軍戦車の搭乗員たちが戦車を出て、村で徴発を行っていたためであろうと推測している。同時刻、ニーンステット少尉はカリウスの指示により、高地を占めてソ連軍の挙動の監視にあたった。ソ連軍を逃さず、本隊との連絡を遮断するためであった。村にいたのは敵戦車の先遣部隊であり、主力はさらに後方に位置し、マリナーファ村に向かいつつあった。カリウスは、死亡したソ連将校が持っていた地図から敵の攻撃企図を読み取り、東へ10キロほど移動して待ち伏せ攻撃を加えた。攻撃はティーガー6輌で行われ、縦列を組んで街道を前進する主力部隊は打ちのめされた。敵戦車28輌が撃破され、トラックが全て破壊された。7月22日、カリウスのティーガーは、IS-2戦車と砲撃戦により起動輪を破損。88mm砲を命中させるも弾かれた。
7月24日、カリウスはデューナブルク周辺の敵情偵察のためにオートバイのサイドカーに乗り、2輌の戦車と共に出発した。途中分岐点でティーガーと別れ、森を観察に行く。不運なことにカリウスとオートバイの運転手はソ連軍に遭遇し、カリウスは銃弾5発を受ける重傷を負った。発砲音を聞いたティーガーが救助に駆け付けたものの、ソ連将校が至近距離からカリウスに向け拳銃を3発発砲。うち1発が命中、カリウスの首の脊髄をかすった。奇跡的に動脈などの重要器官は外れた。カリウスは病院へ後送された。7月中にシラーは中隊長から訓練学校へ転属された。

### 第512重戦車駆逐大隊
1944年12月、傷の癒えたカリウスはパーダーボルンの補充大隊へ異動。翌1945年2月に、ヤークトティーガー装備の独立重戦車駆逐大隊として新編された第512重戦車駆逐大隊へ配属され、第2中隊の中隊長となった。3月14日には第512重戦車駆逐大隊第2中隊のヤークトティーガーはジークブルクへ鉄道輸送された。末期ドイツ国内は混乱状態で、鉄道は至るところで爆撃されて止まり、移動は困難であった。以後、カリウスは駆逐戦車の中で指揮は執らず、キューベルワーゲンに乗り、点々と配備された車輌から車輌へと命令伝達を行い、あるいは作戦指揮のために連隊本部から本部へと移動した。士気は低下し、ドイツの住民にも厭戦気分が漂う中での指揮であった。カリウスの部隊はルール包囲網の中に囚われた。この時期、カリウスは故障続きのキューベルワーゲンの代わりに、アメリカ軍からジープを奪取し、任務に用立てた。カリウスは士気、練度の低下した部隊のヤークトティーガーで幾度かの戦闘を指揮したが、いずれも満足な戦果は上がらなかった。ヤークトティーガーの乗員には、攻撃の拒否、不適切な機動から横腹を曝し撃破されるなどの行動が見られた。ヤークトティーガー自体が不具合の洗い出しが終了していない車輌であり、変速機の故障や重すぎることによる行動不能が多発した。これらのことも士気低下に拍車をかけた。カリウス自身、自分たちの兵器をどうしても360度旋回させたかったと著述し、鈍重で怪物的な駆逐戦車に不満を表している。ルール包囲網の環は最終段階に達した。最後の戦闘で、カリウスはルール包囲の袋小路の要衝となる村を防御した。アメリカ軍は警戒も薄く前進してきたため、ヤークトティーガーは最初の数輌を簡単に撃破した。これに対し、カリウスは村にある病院の医師たちから猛抗議を受けた。病院は負傷兵で一杯であった。アメリカ軍とドイツ軍との交渉の結果、村は明け渡され、ヤークトティーガー部隊は後退した。その二日後、包囲は最終段階に達した。アメリカ軍が村へ入ったとの情報を受けたカリウスは、残存するヤークトティーガーの主砲を爆破し、中隊を解散させた。カリウスの戦争は終了した。

## 戦後

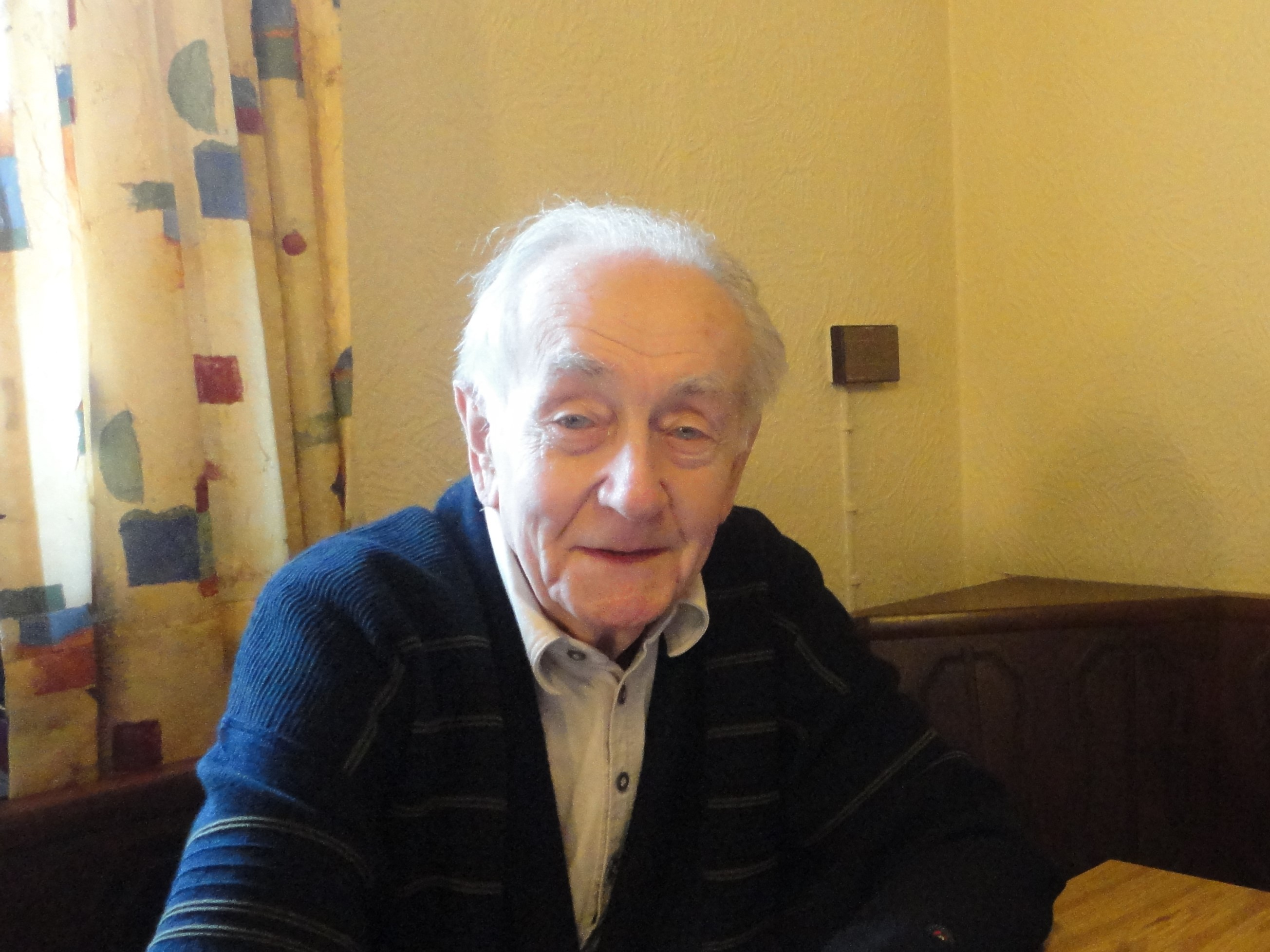
2013年のカリウス（当時91歳）

カリウスは捕虜収容所からすぐに釈放された。その後、伯父が勤めるウェストファーリアの病院を頼りそこで7年間雑役夫をした後、1952年薬剤師の資格を取得して1956年「ティーガー・アポテーケ（Tiger-Apotheke、ティーガー薬局）」を開業した。
2015年1月24日に死去し、ティーガー薬局のサイト上に追悼文が掲載された。その内容は下記の通りである。

## 戦車戦術
カリウスは歩兵と戦車の連携を重視し、また事前に地形の偵察を欠かさなかった。奇襲となったマリナーファの戦いでもまず事前に敵情と地形を確認している。また、要求された攻撃時間を無視してでも、歩兵部隊の指揮官と打ち合わせを行い、段取りを決めた上で攻撃を行った。指揮官の顔も氏名も分からない状況、何をするべきかを決めていない状況で歩兵と戦っても、それはただそばで別々の兵科が戦っているにすぎず、連繋をとっているとは言い難い状況であるためであった。仮に歩兵が戦意を失っても、誰に連絡を取るべきか分からなくては歩兵の攻撃を再起させることは難しかった。カリウスは連携によって、歩兵の攻撃を再起させることに成功した。
カリウスは戦車同士の緊密な連携にも気を配っており、単独攻撃はとらなかった（疲労から、誤って僚車を一両きりで夜間警備させたことに対し、もってのほかの行為だったと述べている）。この点は、ヴィレル・ボカージュの戦いで勝機を逃さぬためには単独攻撃も辞さなかったミハエル・ヴィットマンと対照的である。また索敵の重要性、周囲の状況の把握の重要性を説き、ソ連軍の戦車長がハッチを閉じたままでいることを批判している。キューポラの限られた視界、密閉された戦車内では、対戦車砲による攻撃を把握するまでにはかなりの時間がかかった。また、ソ連軍の車長と砲手を兼務する配置に対し、指揮と索敵に専念できる乗員配置の優位性を指摘している。